# Борша-Катун (Клуж)
Борша-Катун (рум. Borșa-Cătun) насеље је у Румунији у округу Клуж у општини Борша. Oпштина се налази на надморској висини од 298 m.

## Становништво
Према подацима из 2002. године у насељу је живело 79 становника, од којих су сви румунске националности.